# Maastricht
Maastricht (limb. Mestreech) – miasto w południowej Holandii, stolica prowincji Limburgia, położone nad rzeką Mozą. Maastricht jest prawdopodobnie najstarszym miastem Holandii. Jest także miastem najdalej wysuniętym na południowy wschód (leży pomiędzy Belgią a Niemcami). Miasto należy do euroregionu Moza-Ren. Inne główne miasta tego euroregionu to Akwizgran w Niemczech oraz Hasselt i Liège we flamandzko- i francuskojęzycznej części Belgii.
Tu został w 1992 podpisany przez Radę Europejską traktat tworzący Unię Europejską; wszedł w życie w listopadzie 1993 roku.
Maastricht jest ośrodkiem akademickim, w którym swoje siedziby mają Maastricht University (razem z University College Maastricht), Maastricht School of Management, wydziały Zuyd University of Applied Sciences (w tym Konserwatorium, Academy of Dramatic Arts Maastricht and Hotelschool Maastricht), a od sierpnia 2009 roku także United World College.

## Etymologia
Nazwa Maastricht pochodzi od łacińskiego Trajectum ad Mosam czy Mosae Trajectum, co oznacza tyle, co „przeprawa przez Mozę” i odnosi się do mostu nad rzeką Mozą zbudowanego przez Rzymian w okresie panowania Oktawiana Augusta.

### Najstarsze miasto w Holandii
Istnieje spór, czy Maastricht jest najstarszym miastem Holandii. Według niektórych tytuł ten powinien przypaść miastu Nijmegen, jako że było ono pierwszą osadą w Holandii, która otrzymała rzymskie prawa miejskie. Maastricht nigdy takich praw nie otrzymało, ale jako osada jest znacząco starsze. Co więcej, Maastricht było nieprzerwanie zamieszkane od czasów rzymskich, co potwierdzają znaleziska archeologiczne.

## Historia
Na zachód od Maastricht odkryto paleolityczne pozostałości mające od 8000 do 25 000 lat. Celtowie zamieszkiwali te obszary co najmniej 500 lat przed przybyciem Rzymian, w miejscu gdzie rzeka Moza była płytka i dzięki temu łatwa do przekroczenia. Rzymianie wybudowali tu później most i drogę łączącą Bavay i Tongeren z Kolonią.
Święty Serwacy był pierwszym biskupem Holandii. Jego grób, który znajduje się w krypcie bazyliki świętego Serwacego, jest popularnym miejscem pielgrzymek. Papież Jan Paweł II odwiedził go w 1985 roku. Pozłacany relikwiarz jest niesiony wokół miasta co siedem lat. Miasto było siedzibą chrześcijańskiego biskupstwa, dopóki w VIII wieku nie straciło swojej pozycji na rzecz pobliskiego Liège.

### Średniowiecze
We wczesnym średniowieczu Maastricht było częścią Imperium Karolińskiego. Później przekształciło się w miasto kondominium o podwójnej władzy: książę-biskup Liège i księstwo Brabancji miały wspólne zwierzchnictwo nad miastem. Maastricht otrzymało prawa miejskie w 1204 roku.

### XVII–XIX wiek
W 1632 roku miasto zostało odebrane Hiszpanom przez Fryderyka Henryka Orańskiego. Ważne strategicznie położenie Maastricht zaowocowało imponującą liczbą fortyfikacji.
Najbardziej znane oblężenie Maastricht nastąpiło w czerwcu 1673 roku i było częścią wojny francusko-holenderskiej. Atak ten został spowodowany zagrożeniem, jakie twierdza stanowiła dla linii zaopatrzeniowej wojsk francuskich. Podczas oblężenia, jeden z najbardziej znanych inżynierów wojskowych, Sébastien Vauban, wymyślił metodę atakowania najsilniejszych miejsc, by złamać obronę fortyfikacji otaczających miasto. Rozkazał on zbudować serię okopów o wzorze zygzakowatym, równoległą do murów, które miały być ostrzeliwane. Okopy o takim kształcie powodowały, że obrońcy mieli ogromne trudności ze skutecznością ognia zwalczającego wojska oblężnicze. Strategia ta przyniosła oczekiwany skutek.
Następnie wojska Ludwika XIV otoczyły miasto. Pod wodzą kapitana-porucznika Charles’a de Batz-Castelmore’a, znanego jako hrabia d’Artagnan, pierwsza kompania muszkieterów zaatakowała szańce w pobliżu bram miasta. D’Artagnan poległ 25 czerwca 1673 roku podczas ataku na Bramę Tongerse (wydarzenie to zostało opisane w powieści Dumasa Wicehrabia de Bragelonne).
Maastricht poddało się 30 czerwca. Armia francuska okupowała miasto od 1673 do 1678 roku. Wtedy to na mocy traktatu kończącego wojnę podpisanego w Nijmegen Maastricht powróciło do Holandii. Jednakże w 1748 roku miasto zostało ponownie zdobyte przez Francuzów podczas wojny o sukcesję austriacką. Zostało ono zwrócone Niderlandom w tym samym roku. Po raz trzeci Maastricht dostało się pod rządy francuskie w 1794 roku. Maastricht zostało stolicą departamentu Meuse-Inférieure.

### Część Królestwa Niderlandów
Po epoce rządów Napoleona, Maastricht zostało częścią Królestwa Zjednoczonych Niderlandów w 1815 roku, jako stolica nowo utworzonej prowincji Limburgia. Kiedy południowe prowincje chciały się usamodzielnić by stworzyć Belgię w 1830 roku, garnizon w Maastricht pozostał lojalny holenderskiemu królowi, ale otaczające go tereny znalazły się pod kontrolą Belgów. Arbitraż mocarstw w 1831 roku przyznał miasto i wschodnią część Limburgii Holandii, pomimo iż była ona geograficznie i kulturowo bliższa Belgii. Południe i północ początkowo nie zgodziły się na ten podział i aż do 1839 roku ten układ był tymczasowy.
Z racji swojego położenia Maastricht często utrzymywało bliższe kontakty z Belgią i Niemcami niż z pozostałą częścią Holandii. Z powodu bliskości Walonii i jej przemysłu Maastricht zostało zindustrializowane wcześniej niż inne regiony Holandii. Miasto zachowało nie-holenderski charakter aż do I wojny światowej.

### XX wiek
Podczas II wojny światowej miasto zostało szybko zdobyte przez Niemców – 10 maja 1940 roku podczas bitwy o Maastricht. Zostało wyzwolone 14 września 1944 roku, jako pierwsze wśród holenderskich miast.

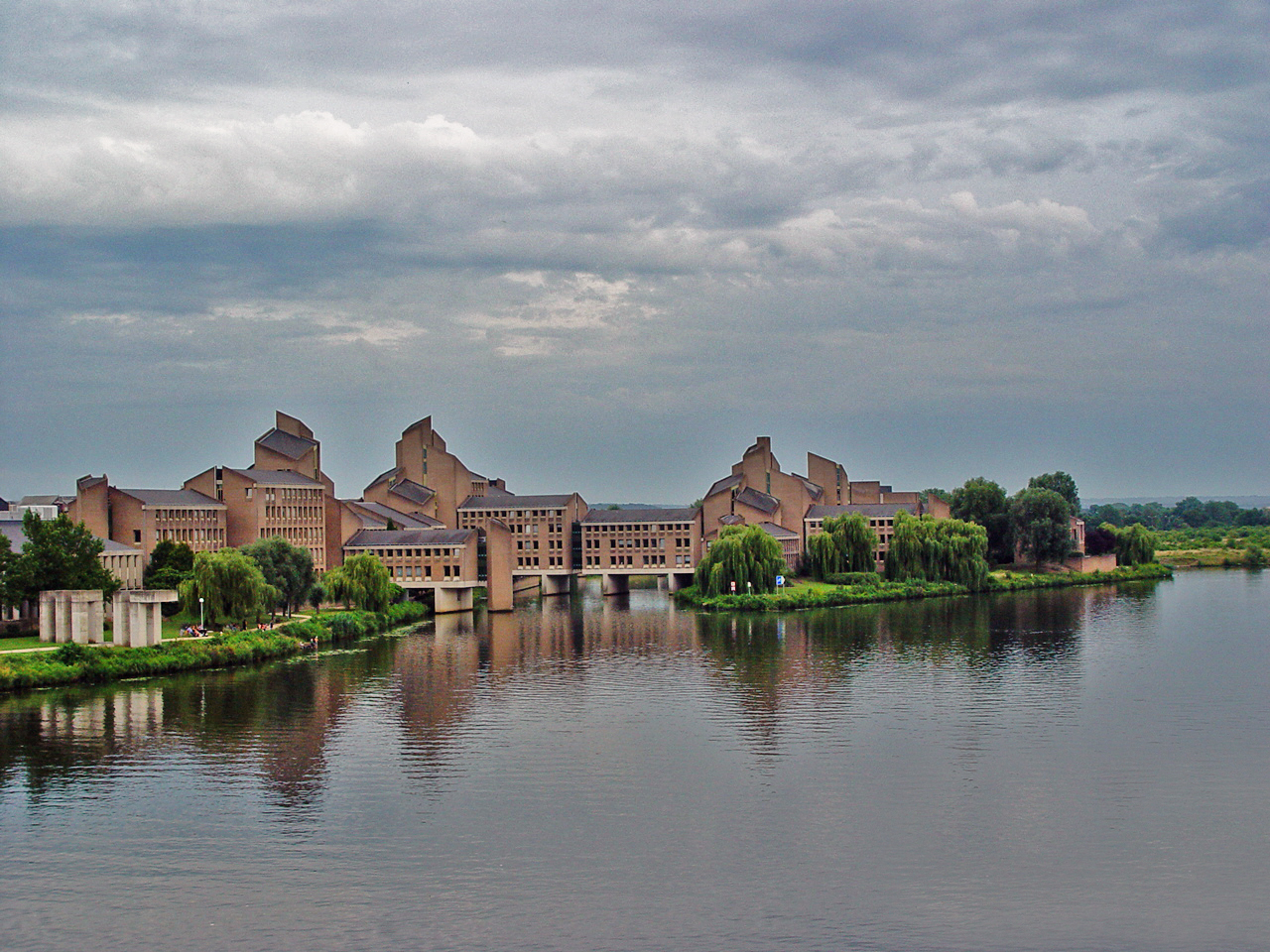
Siedziba rządu prowincji na rzece Mozie, gdzie 7 lutego 1992 roku podpisano traktat z Maastricht

Druga połowa wieku to upadek tradycyjnego przemysłu. Maastricht University został założony w 1976 roku. W 1992 roku wynegocjowano i podpisano tu traktat z Maastricht, który powołał do życia Unię Europejską i wspólną walutę euro.

### XXI wiek
W ostatnich latach w Maastricht odbyło się kilka międzynarodowych konferencji, jak np. szczyt OBWE w 2003 roku i kilka innych spotkań podczas holenderskiej prezydencji w Unii w 2004 roku.

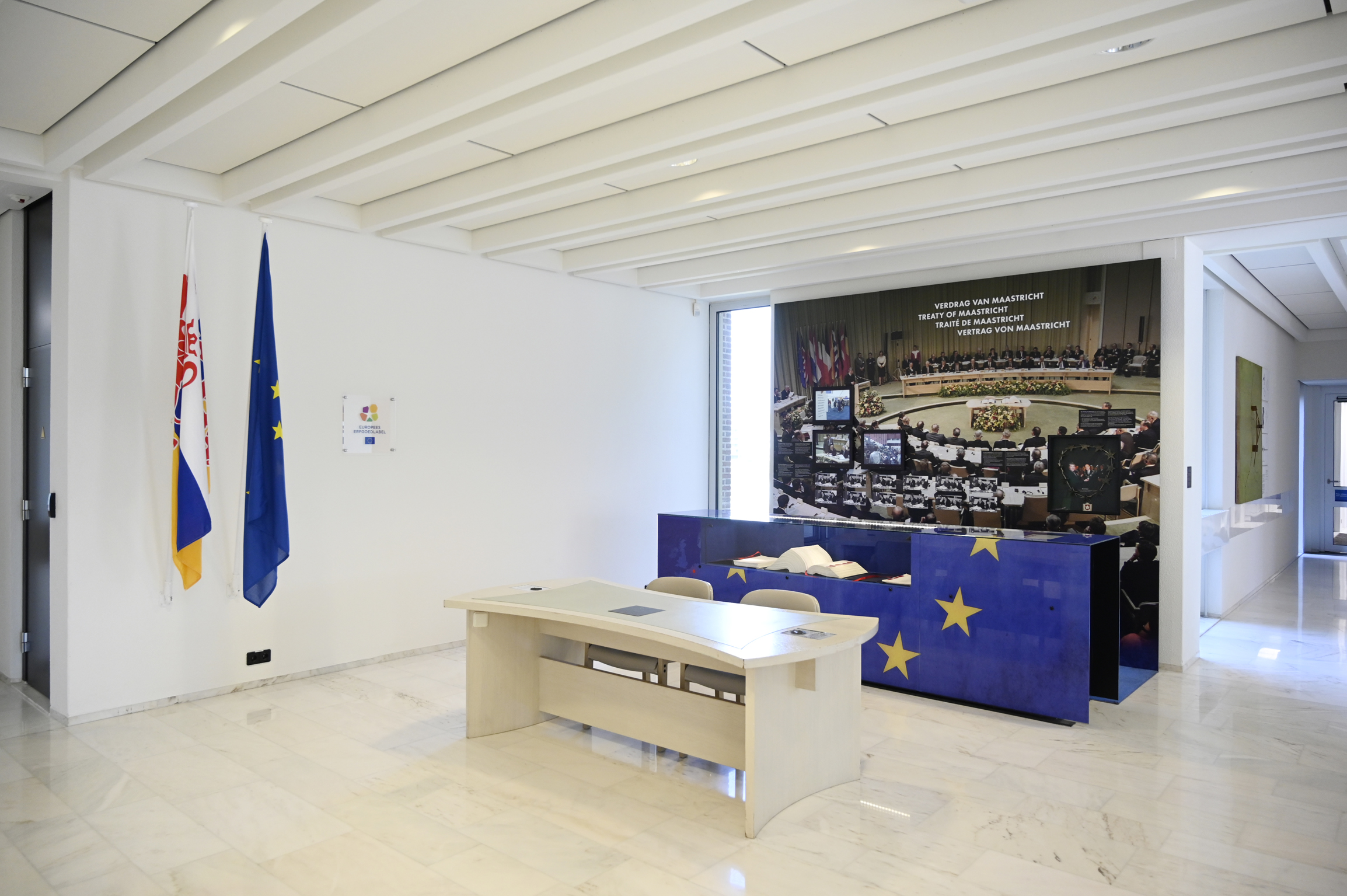
Wystawa upamiętniająca podpisanie Traktatu z Maastricht

Pod rządami poprzedniego burmistrza, Gerda Leersa (2002–2010), Maastricht zapoczątkowało kampanię przeciwko problemom narkotykowym. Leers wystąpił z kontrowersyjnym planem przeniesienia coffee shopów (gdzie w ograniczonych ilościach można nabyć miękkie narkotyki) z centrum na przedmieścia. Miało to uchronić miasto przed wizytami klientów (przeważnie z zagranicy) i sprawianymi przez nich problemami.
Plan ten nie spodobał się otaczającym Maastricht gminom, które obawiały się, iż wówczas to one będą musiały walczyć z tym problemem. Obecnie nie wiadomo, jakie będą dalsze losy planu.
Zasługą burmistrza Leersa jest odnowienie znacznych części centrum, w tym obszaru w okolicy stacji kolejowej, rynku (Markt), galerii handlowej Entre Deux i bulwaru nad Mozą (Maasboulevard). Planowane są kolejne inwestycje, takie jak modernizacja obszarów Sphinx i Belvedere
W styczniu 2010 burmistrzem Maastricht został Jan Mans z Partii Pracy (niderl. Partij van de Arbeid, PvdA), mianowany na to stanowisko przez gubernatora Léona Frissena.
Mans pełnił tę funkcję przez niespełna rok. W listopadzie 2010 burmistrzem został Onno Hoes, należący do Partii Ludowej na rzecz Wolności i Demokracji (Volkspartij voor Vrijheid en Democratie, VVD). Hoes był pierwszym w historii Maastricht Żydem, którego mianowano burmistrzem. Hoes jest także zdeklarowanym homoseksualistą. Od wielu lat związany jest z celebrytą Albertem Verlinde, z którym wszedł w związek małżeński w 2001. W 2015 burmistrzem miasta została Annemarie Penn-te Strake.
W mieście rozwinięty jest przemysł papierniczy, ceramiczny, szklarski, maszynowy, elektrotechniczny, poligraficzny, włókienniczy oraz spożywczy.

## Kultura i turystyka

### Wydarzenia i festiwale
- Karnawał – tradycyjny 3-dniowy festiwal na zakończenie karnawału, charakterystyczny dla południowej części Holandii (luty/marzec)
- 11de van de 11de – oficjalne rozpoczęcie karnawału w Maastricht (11 listopada)
- KunstTour – coroczny festiwal sztuk
- Amstel Gold Race – coroczny międzynarodowy wyścig kolarski, który ma swój początek w Maastricht (kwiecień)
- TEFAF – The European Fine Art Fair – targi sztuki i antyków (marzec)
- Preuvenemint – wielkie wydarzenie kulinarne na Vrijthof (sierpień)
- Winterland – świąteczny rynek na Vrijthof (grudzień/styczeń)
- Inkom – tradycyjne otwarcie roku akademickiego i wprowadzenie dla nowych studentów Maastricht University (sierpień)
- Maastrichts Mooiste – coroczna impreza sportowa (biegi i chodzenie)
- Jazz Maastricht – festiwal jazzowy znany wcześniej jako Jeker Jazz
- Jumping Indoor Maastricht – międzynarodowe zawody hippiczne
- koncerty André Rieu na Vrijthof (lato)

Ponadto w Maastricht Exposition and Congress Centre (MECC) co roku odbywa się wiele wydarzeń.

### Muzea w Maastricht
- Bonnefanten Museum – mieści dzieła starych mistrzów, jak również sztukę współczesną.
- Natuurhistorisch Museum – prezentuje zbiory geologiczne i paleontologiczne, a także florę i faunę Limburgii.
- Spanish Government Museum – mieszczą się w nim pokoje zawierające wyposażenie z XVII i XVIII wieku, oraz kolekcję XVII–XVIII-wiecznych obrazów niderlandzkich.
- Derlon Hotel Museum – muzeum, w którym znajdują się rzymskie ruiny. Mieści się ono w piwnicy hotelu.

### Atrakcje turystyczne
- Fortyfikacje, w tym:
  - Helpoort – XIII-wieczna brama miejska, najstarsza w Holandii,Ratusz

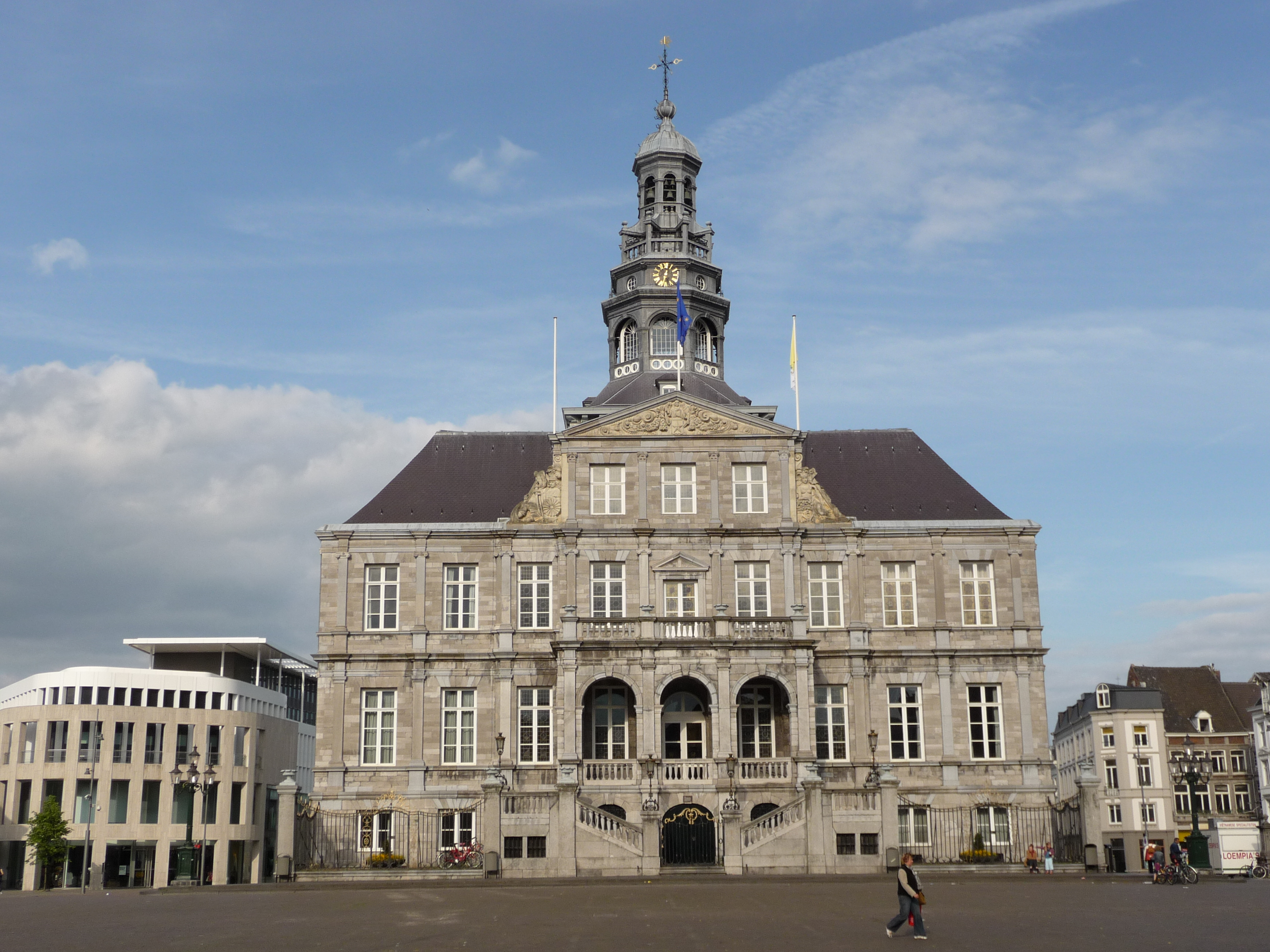
Ratusz

  - fragmenty pierwszych i drugich średniowiecznych murów miejskich,
  - Hoge Fronten i Linie van Du Moulin – pozostałości XVII- i XVIII-wiecznych fortyfikacji,
  - Casemates – podziemna sieć tuneli, zbudowana jako miejsce dla stanowisk artyleryjskich. Tunele ciągną się kilka kilometrów pod fortyfikacjami. Możliwość zwiedzania z przewodnikiem, w tym kilka dobrze zachowanych bastionów i XIX-wieczna twierdza Fort Willem.
- Markt – Rynek, który został odnowiony w latach 2006–2007 i obecnie stanowi obszar prawie całkowicie wyłączony z ruchu kołowego. Znajdują się tam:
  - ratusz – zbudowany w XVII wieku przez Pietera Posta,Onze-Lieve-Vrouw Basilica

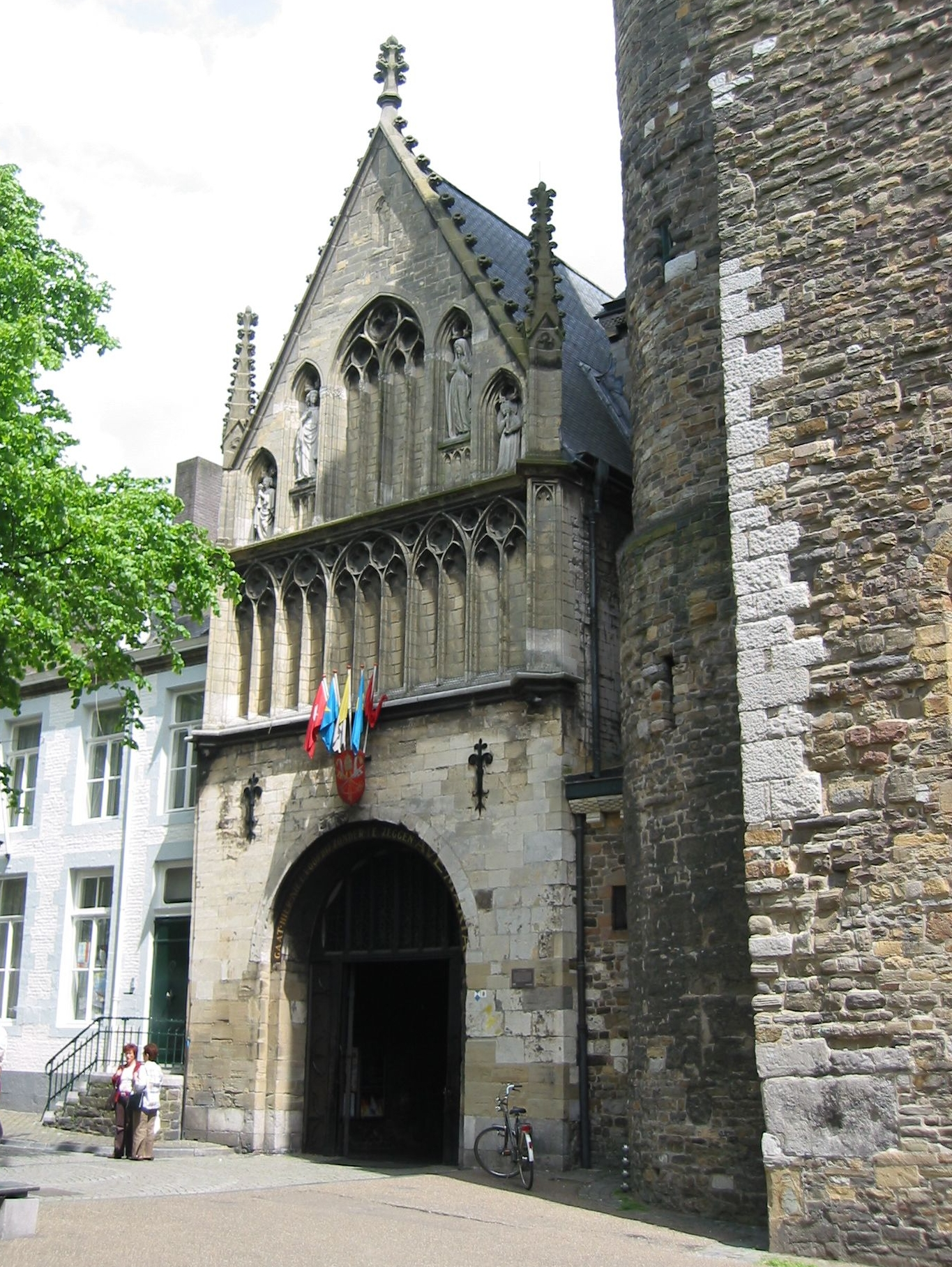
Onze-Lieve-Vrouw Basilica

  - Mosae Forum – nowe centrum handlowe zaprojektowane przez Jo Coenena i Bruno Alberta. Na parkingu centrum mieści się Citroën Miniature Cars, największa na świecie wystawa miniaturowych samochodów marki Citroën.
- Entre Deux – niedawno przebudowane centrum handlowe, które zdobyło wiele światowych nagród. Jedną z atrakcji jest księgarnia ulokowana w dawnym kościele dominikańskim. W 2008 brytyjski „The Guardian” ogłosił ją najpiękniejszą na świecie księgarnią[6].
- Onze-Lieve-Vrouwe Plein – malowniczy placyk, na którym znajdują się liczne kawiarnie. Widoki:
  - Onze-Lieve-Vrouw Basilica – XI-wieczna bazylika Najświętszej Marii Panny Gwiazdy Morza,

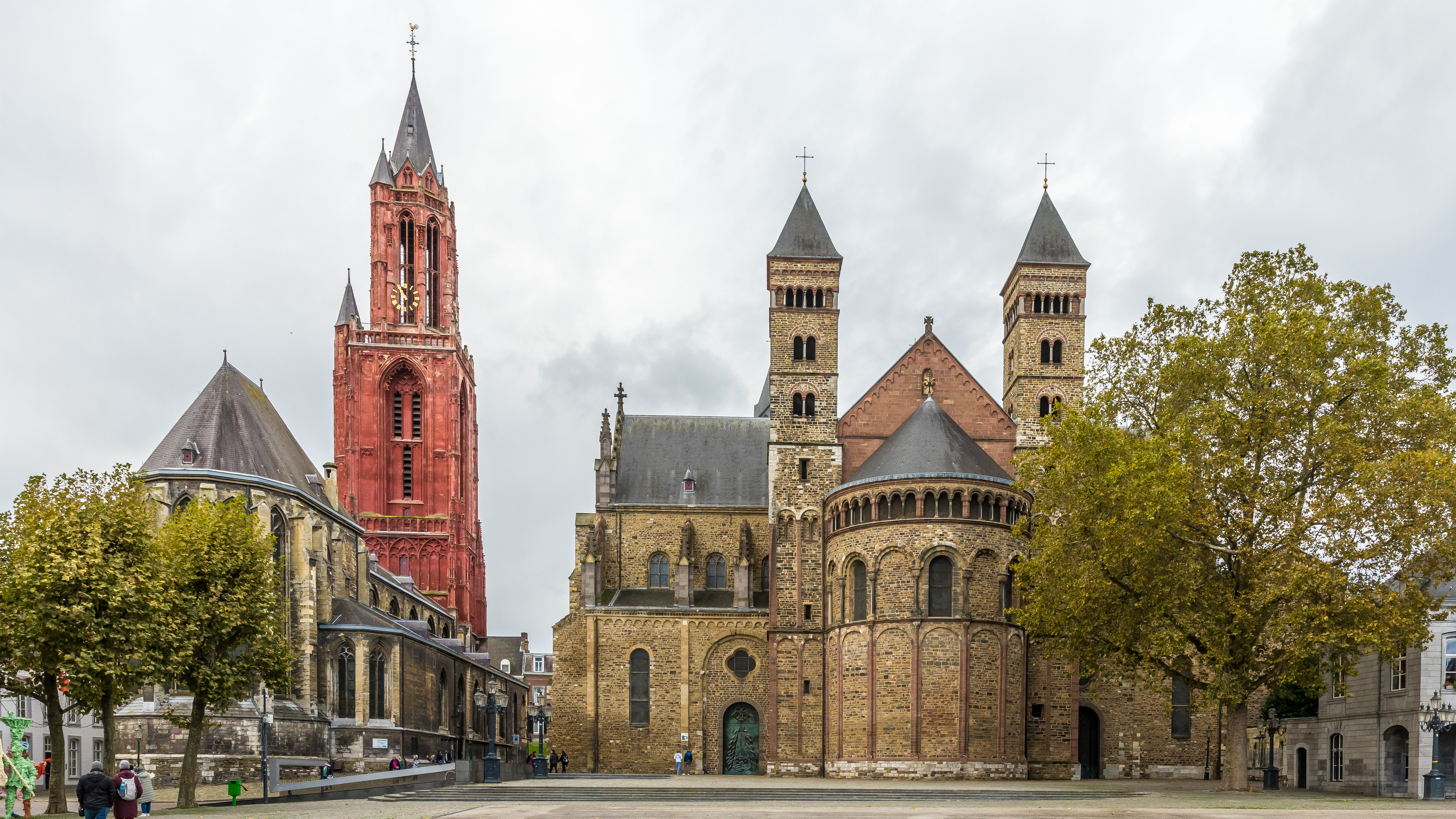
Vrijthof z bazyliką św. Serwacego i kościołem Świętego Jana Chrzciciela

- - Derlon Museumkelder – małe muzeum w podziemiach hotelu Derlon, w którym mieszczą się rzymskie ruiny.
- the Inner City – centrum miasta i główna dzielnica handlowa, którą tworzą ulice Stokstraatkwartier, Maastrichter Brugstraat, Grote Straat, Kleine Straat oraz Wolfstraat.
- Vrijthof – najbardziej znany plac miasta. Widoki:
  - Theater aan het Vrijthof – teatr,
  - Sint-Servaas Basiliek – romański kościół św. Serwacego,
  - Sint-Janskerk – zbudowany z piaskowca gotycki kościół Świętego Jana Chrzciciela, z charakterystyczną czerwoną wieżą.
- Sint-Pietersberg – niewielkie wzgórze (171 m n.p.m.) położone na południe od miasta. Znajdują się tam:
  - Fort Sint-Pieter – XVIII-wieczna twierdza (odnowiona w 2008 roku),
  - Grotten Sint-Pietersberg – jaskinie i kopalnia piaskowca; możliwa wycieczka z przewodnikiem,
  - Ruine Lichtenberg – zagroda zawierająca ruiny średniowiecznej wieży,Posąg d’Artagnana w Aldenhofpark

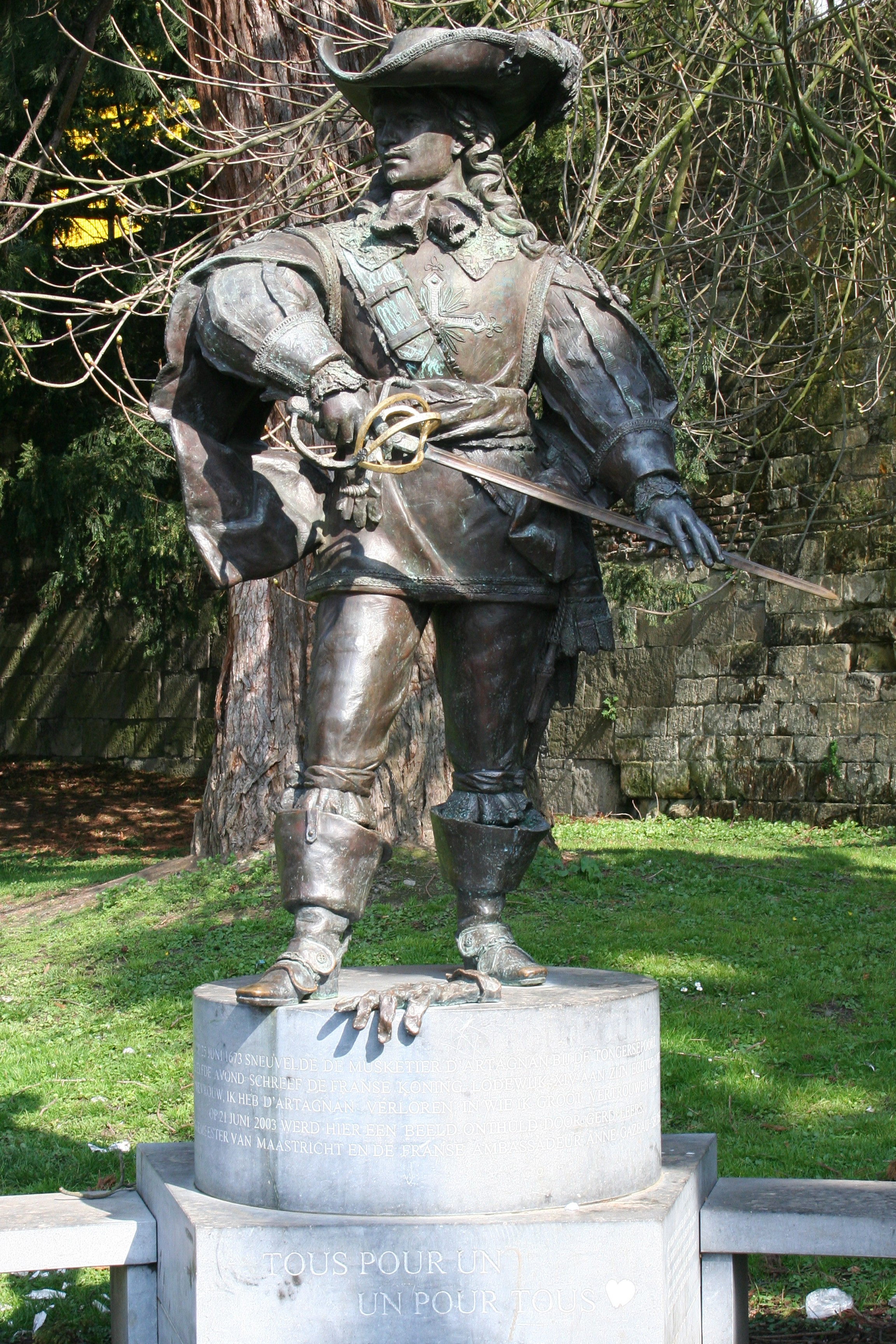
Posąg d’Artagnana w Aldenhofpark

  - D’n Observant – sztuczne wzgórze na szczycie Sint-Pietersberg.
- Bassin – całkowicie odnowiona wewnętrzna przystań.
- Parki – Maastricht ma liczne parki. Najbardziej interesujące to:
  - Stadspark – główny publiczny park położony na zachód od rzeki,
  - Monsigneur Nolenspark – przedłużenie Stadsparku; pozostałości średniowiecznych murów miejskich,
  - Aldenhofpark – inne przedłużenie Stadsparku. Znajduje się w nim posąg d’Artagnana,
  - Charles Eykpark – nowoczesny park po wschodniej stronie rzeki, położony pomiędzy biblioteką publiczną i Bonnefantenmuseum,
  - Griendpark – nowoczesny park po wschodniej stronie rzeki, w którym znajduje się skatepark[potrzebny przypis].

Informacja turystyczna (VVV) znajduje się w tak zwanym Dinghuis – XV-wiecznym dawnym ratuszu i sądzie, na skrzyżowaniu Grote Staat z Kleine Staat.

### Hymn
W 2002 miasto przyjęło hymn (niderl. Maastrichts Volkslied, lim. (dialekt Maastricht): Mestreechs Volksleed), mający tekst w dialekcie Maastricht. Temat muzyczny został napisany przez Alfonsa Olterdissena (1865–1923) jako końcowy fragment opery Trijn de Begijn w 1910.

## Sport
- W mieście działa klub piłkarski MVV (Maastrichtse Voetbal Vereniging) Maastricht, który obecnie gra w pierwszej lidze, która tak naprawdę jest drugą w Holandii ligą znaną jako Eerste divisie. MVV gra na stadionie Geusselt.
- Z Maastricht wywodzi się również zespół futbolu amerykańskiego, Maastricht Wildcats.
- Od 1998 roku Maastricht jest miejscem startu corocznego wyścigu Amstel Gold Race, jedynego holenderskiego klasycznego wyścigu kolarskiego. W latach 1991–2003 wyścig miał również swoją metę w Maastricht. Od roku 2003 kończy się on jednak na wzgórzu Cauberg w Valkenburgu.

## Sławni obywatele Maastricht
- Lambert z Maastricht (ur. 635–705) – biskup, święty Kościoła katolickiego
- Jan Pieter Minckeleers (1748–1824) – naukowiec
- Peter Debye (1884–1966) – chemik, laureat nagrody Nobla
- Marie-Louise Linssen-Vaessen (1928–1993) – pływaczka
- Gerard Bergholtz (1939) – piłkarz MVV Maastricht i reprezentacji Holandii
- André Rieu (1949) – skrzypek
- Fred Rompelberg (1945) – kolarz
- Sjeng Kerbusch (1947–1991) – genetyk
- Benny Neyman (1951–2008) – piosenkarz
- Maxime Verhagen (1956) – polityk
- Bram Moszkowicz (1960) – znany holenderski prawnik
- Frans Timmermans (1961) – polityk
- Boudewijn Zenden (1976) – piłkarz
- Ad Wijnands (1959) – kolarz
- Pieter van den Hoogenband (1978) – pływak, trzykrotny mistrz olimpijski
- Tom Dumoulin (1990) – kolarz szosowy

## Mozazaury i mastrycht

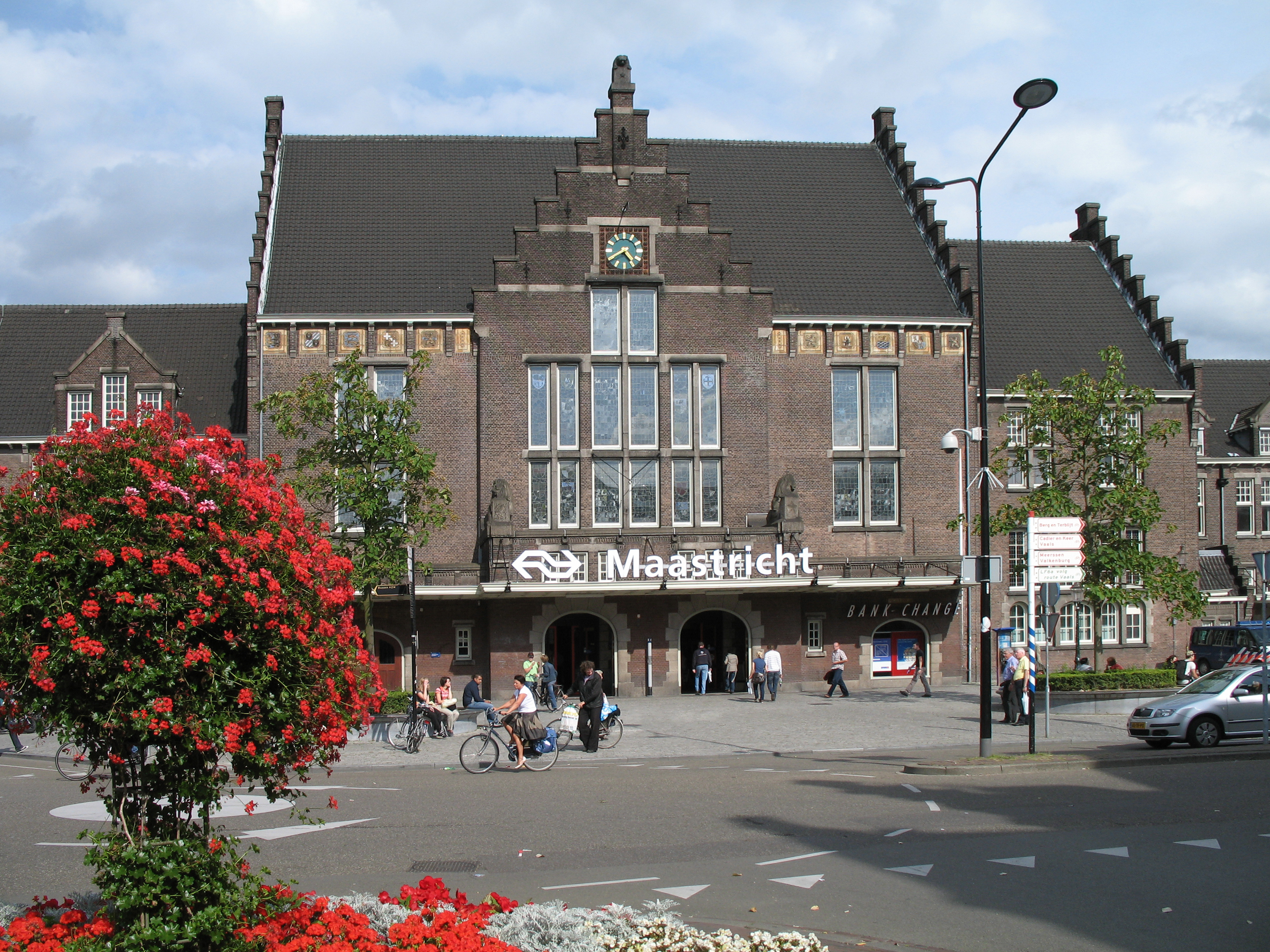
Stacja kolejowa w Maastricht

Z powodu znaleziska w miejscowych kamieniołomach wapienia skamieniałości mozazaura, pierwszego przedstawiciela nowej grupy gadów, od nazwy miasta wzięła się nazwa ostatniego piętra górnej kredy – mastrychtu.

## Współpraca
Miejscowości partnerskie:
- Antwerpia, Belgia
- El Rama, Nikaragua
- Koblencja, Niemcy
- Liège, Belgia
- Tongeren, Belgia